# Microtityus santosi
Espèce
Microtityus santosi est une espèce de scorpions de la famille des Buthidae.

## Distribution
Cette espèce est endémique de Culebrita à Porto Rico.

## Description
La femelle holotype mesure 13 mm.

## Étymologie
Cette espèce est nommée en l'honneur de Carlos José Santos Flores.

## Publication originale
- Teruel, Rivera & Sánchez, 2014 : « First record of the genus Microtityus Kjellesvig-Waering, 1966, from Puerto Rico, with description of two new species (Scorpiones: Buthidae). » Euscorpius, no 180, p. 1-11 (texte intégral).